# Éditions de l'éclat
 (juin 2014).
Si vous disposez d'ouvrages ou d'articles de référence ou si vous connaissez des sites web de qualité traitant du thème abordé ici, merci de compléter l'article en donnant les références utiles à sa vérifiabilité et en les liant à la section « Notes et références ».
Les Éditions de l'éclat sont une maison d'édition fondée en 1985 par Michel Valensi et Patricia Farazzi.

## Histoire
Les Éditions de l'éclat sont créées à Paris en février 1985 sous le statut d'association loi de 1901 puis de SARL à partir de 1988.
Le premier titre publié est Comment trouver, comment chercher une première vérité ? du philosophe Jules Lequier.
Sa diffusion à l’international est assuré par les distributeurs Servidis en Suisse, Dimédia au Canada et Harmonia Mundi en France et Belgique.
Les Archives des Editions de l'éclat ont été déposées en 2019 à l'IMEC et sont consultables sur demande.
Le Monde considère leur survie après 40 ans comme « un petit miracle ».

## Catalogue

### Collections
- « Philosophie imaginaire » (1985)
- « Paraboles » (1985)
- « Polemos » (1989)
- « Tiré à part » (1989-2009), collection créée et dirigée par Jean-Pierre Cometti
- « Lire les philosophies » (1992)
- « Premiers Secours » (2000)
- « La Bibliothèque des Fondations » (2006), créée sous les auspices de la Fondation du judaïsme français et avec le soutien de la Fondation pour la Mémoire de la Shoah
- « Terra cognita » (2009), collection dirigée par Alexandre Laumonier
- « Éclats » (2011)
- « L’éclat/poche » (2015)

### Coédition
- Avec les éditions Kargo (2005)

## Principe du «lyber», nouveauténumérique
La nouveauté et la modernité des éditions de l'Éclat est la création du « lyber » en 2000. Michel Valensi a cette idée à la suite de la polémique sur le prêt payant en bibliothèque. Il offre alors la possibilité aux lecteurs de lire intégralement et gratuitement sur Internet certains des ouvrages qu’il édite. 
« L’apparition du numérique nous oblige à reconsidérer la question du support », dit-il. Il prône le principe de la « diffusion simultanée d’un même contenu sur deux supports ». Cela permet au lecteur de voir si le texte lui plait avant de l’acheter ; que ce soit en livre papier ou numérique. Selon lui, les « livres d’un jour » qui « empoisonnent le marché » pourraient être éradiqués. On pourrait ainsi passer rapidement à autre chose après une lecture sur Internet et on pourrait démasquer ce que Valensi appelle « les faux livres ».
De même, le lecteur pourrait laisser ses impressions par le biais de commentaires après avoir lu l’ouvrage. On trouverait ainsi un public acteur pour le livre qui pourrait être bénéfique autant à l’auteur qu’à l’éditeur.
Michel Valensi mise sur un réseau Internet non commercial, qui vise à attirer le lecteur, et à l’inciter à donner son opinion. Cet aspect impliquerait un réseau de librairies ouvert au Web.